# Jacob Sørensen
Jacob Vittrup Sørensen (Aalborg, 12 febbraio 1983) è un ex calciatore danese, di ruolo centrocampista.